# Julija Mazurova
Julija Igorevna Mazurova (in russo Юлия Игоревна Мазурова?, IPA:  [ˈjʉlʲɪɪ̯ə ˈiɡərʲɪvnə ˈmazʊrəvə] ; Kazan', 3 marzo 1989) è un mezzosoprano russo.

## Biografia
Nata a Kazan' nel 1989, nel 2008 ha concluso col massimo dei voti l'Accademia Musicale "Il'jas Auchadeev" della stessa città del Tatarstan, per diplomarsi in canto al Conservatorio "Rimskij-Korsakov" di San Pietroburgo nel 2013.
In questa città ha interpretato il ruolo di Larina nell'Eugenio Onegin di Čajkovskij al Teatro dell'Opera e del Balletto del Conservatorio, si è esibita più volte presso la Filarmonica "Dmitrij Šostakovič" ed ha partecipato ai concerti d'autore del maestro Sergej Slonimskij, mentre nel gennaio 2013 ha debuttato nel Programma operistico giovanile del Teatro Bol'šoj di Mosca nella parte dell'Enfant nell'opera L'Enfant et les sortilèges di Maurice Ravel, con direzione di Aleksandr Solov'ëv e regia di Antony McDonald.
Solista della troupe operistica del Bol'šoj dalla stagione 2014-2015, ha interpretato, tra l'altro, il ruolo eponimo nella Carmen di Bizet, diretta da Tugan Sochiev con la regia di Aleksej Borodin. Ha ottenuto ottimi consensi anche in Mozart (sia in Così fan tutte che, soprattutto, nell'allestimento delle Nozze di Figaro diretto da Aleksandr Solov'ëv e William Lacey con regia di Evgenij Pisarev, dove il suo Cherubino ha fatto "furore"), nel Boris Godunov, nell'Eugenio Onegin, qui nel ruolo di Olga, e nel Convitato di pietra. Nell'ottobre 2016 ha debuttato in Manon Lescaut, con la direzione di Jader Bignamini e la regia di Adol'f Šapiro.
Ha collaborato inoltre con Dmitrij Chvorostovskij partecipando al concerto di beneficenza Dmitrij Chvorostovskij i druz'ja - detjam il 1º giugno 2016 al Bol'šoj ed è stata tra i protagonisti dello spettacolo letterario-musicale di Boris Akimov Ja pomnju, ljubimaja, pomnju..., basato sulle poesie di Sergej Esenin.

## Giudizio critico
«Agile mezzosoprano alto a cui si addicono tanto il ruolo di Dorabella nel Così fan tutte quanto quello di Cherubino nelle Nozze di Figaro, sa interpretare una Carmen estremamente giovane, delicata e affascinante nel balletto, facendo leva su una grande naturalezza vocale e attoriale. Senza un timbro particolarmente scuro del registro di petto e senza tentare di rendere più profonda la voce, canta con leggerezza, precisione e musicalità. La voce è fresca, ricca, piacevole all'ascolto».

## Repertorio
| Ruolo             | Titolo                      | Autore           |
| ----------------- | --------------------------- | ---------------- |
| Snežnaja Koroleva | La storia di Kaj e Gerda    | Banevič          |
| Margherita        | La damnation de Faust       | Berlioz          |
| Carmen            | Carmen                      | Bizet            |
| Larina            | Eugenio Onegin              | Čajkovskij       |
| Olga              | Eugenio Onegin              | Čajkovskij       |
| Laura             | Iolanta                     | Čajkovskij       |
| Laura             | Il convitato di pietra      | Dargomyžskij     |
| Dorabella         | Così fan tutte              | Mozart           |
| Cherubino         | Le nozze di Figaro          | Mozart           |
| Fëdor             | Boris Godunov               | Musorgskij       |
| Linetta           | L'amore delle tre melarance | Prokof'ev        |
| Musico            | Manon Lescaut               | Puccini          |
| Enfant            | L'Enfant et les sortilèges  | Ravel            |
| Ljubaša           | La fidanzata dello zar      | Rimskij-Korsakov |